# Roguelike
No entretenimento, o roguelike (ou rogue-like) é um subgênero de jogo RPG, caracterizado pela geração de nível aleatoriamente ou procedural durante a partida (cenário gerado aleatoriamente), mapa geralmente baseado em ladrilho, morte permanente e normalmente cenário com uma temática de alta fantasia.
Roguelikes são descendentes do jogo Rogue de 1980, particularmente espelhando-se no quesito de gráficos ASCII ou Sprite, jogabilidade baseado em turnos e narrativa de alta fantasia. Jogos que seguem todas essas características são chamados de "clássico" ou "Berlin". Também há variações de roguelikes incorporando outros estilos, roteiros e gráficos que se tornaram populares, sendo também chamados de "roguelike-like", "rogue-lite" ou "procedural death labyrinths" para refletir que são variações do título original, com algumas pequenas mudanças em cada caso.
Com a modernização dos computadores e consoles, que renderizam gráficos avançados, vários jogos foram criados que são vagamente baseados no estilo roguelike, divergindo em algumas características; às vezes usam outro gênero como jogo de ação ou jogo de plataforma. Assim, os termos "rogue-lite" (ou "roguelike-like") e "procedural death labyrinth" são usados para distinguir jogos que possuem algumas das características do roguelike.

## Características básicas
É um tipo de jogo eletrônico que tem como características principais: o cenário/mapa que é gerado aleatoriamente conforme é explorado, junto com combates também aleatórios que vão aparecendo; a dificuldade do desafio costuma ir crescendo conforme o ambiente é explorado, normalmente levando a um chefe de fase/mapa, e; possui morte permanente, significando recomeçar a fase do início.

## História

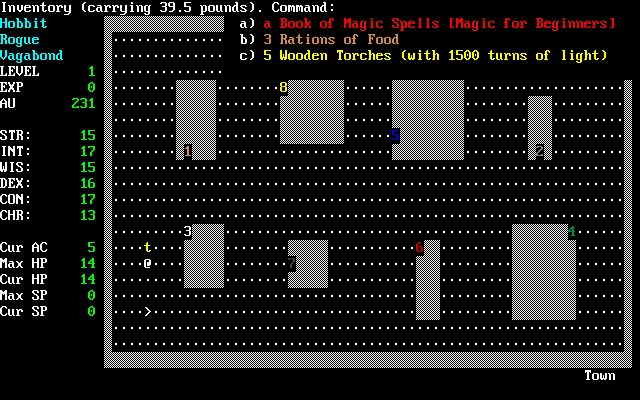
Angband, roguelike lançado em 1990. O uso de carácteres ASCII para formar o mapa era comum nos primeiros roguelikes.

### Jogabilidade e design
A família de jogos roguelike são baseadas no jogo eletrônico Rogue, programado em sistema baseado em Unix em 1980. Rogue foi vagamente baseado no jogo de representação Dungeons & Dragons (RPG de mesa), fazendo com que o jogador aventurasse em um calabouço de vários níveis que é gerado proceduralmente, onde o jogador luta contra criaturas e adquire equipamentos e tesouros. Rogue é um jogo baseado em turnos, onde: um jogador toma a decisão; executa uma ação dentro de um turno (uma jogada), como mover ou atacar, e, ao encerrar o turno, o jogo atualiza os elementos enquanto o jogador espera o próximo turno.
Com a chegada dos computadores, os gráficos passaram a ser representados por caracteres ASCII, onde cada personagem, item e monstros tinham caracteres diferentes. Um exemplo de como Rogue apresenta isso ao jogador é apresentado abaixo: tradicionalmente, o @ representa o personagem do jogador, e o símbolo como ., # e - representam a parede e corredores do dungeon. Letras do alfabeto representa personagem não jogável (normalmente, monstros).  Algumas versões do Rogue usaram apenas letras maiúsculas, mas roguelikes atuais variam a capitalização para fornecer opções visuais diferentes. Por exemplo, um cão (dog) pode ser representado pela letra d, enquanto um dragão pela letra D. Colorações também pode ser usada para distinguir as criaturas. Por exemplo, um dragão vermelho pode ser representado pela letra D vermelha e um dragão azul pela letra D azul. As demais características do calabouço são representadas por outros símbolos ASCII (ou ANSI). Com a popularização dos sistemas gráficos, os símbolos ASCII foram substituídos por gráficos baseados em ladrilho, mas a jogabilidade permaneceu inalterada, além de ainda haver o modelo tradicional nos roguelike.
À medida que o jogador explora, ele ganha experiência, aumentando de nível, e enfrenta ameaças mais perigosas, enquanto desce no dungeon. Enquanto em jogos tradicionais o jogador ressuscita com algumas penalidades após morrer, Rogue tem o conceito de morte permanente, que após a morte do jogador, é forçado a reiniciar a exploração com um novo personagem. A masmorra gerada proceduralmente permite que o jogo seja repetido infinitas vezes sem que haja duas partidas iguais.

### Clássico roguelikes / Berlin Interpretation
Rogue foi bem sucedido entre os jogadores, e inúmeras variações foram criadas. A maioria manteve a mesma jogabilidade básica, como masmorras geradas proceduralmentes, jogo baseado em turnos, mapa em ladrilho, e morte permanente, mas ampliando a quantidade de características, história e formas de se gerar novos níveis.
As caracterizadas de um roguelike foram explicitamente definidas na Conferência Internacional de Desenvolvimento de Roguelike 2008, nomeando o "Berlin Interpretation". Alguns fatores relevantes para essa definição são:
- Jogos roguelike devem ter os níveis gerados proceduralmente,[10] embora possam incluir níveis estáticos também. O estilo normalmente incorpora quartos ligados por corredores, alguns dos quais podem pré-definir a existência de tesouros e monstros. Áreas abertas ou recursos naturais, como rios, também podem ser gerados.

- A identidade mágica dos itens varia entre as partidas. Objetos recém descobertos oferecem apenas uma descrição física vaga, podendo ser aleatória e servir para quando há itens iguais aos já descobertos. Por exemplo, uma poção vermelha pode curar as feridas, ou então envenenar.

- O sistema do jogo é baseado em turnos em vez de estratégia em tempo real. A passagem do turno geralmente ocorre ao termino do movimento do jogador (efetuou um passo, usou um item). Após o fim do turno, o jogo processa o movimento dos monstros, efeitos progressivos (fome, envenenamento).

- A maioria são jogos single-player. Em sistemas multiusuário, os recordes são frequentemente compartilhados entre os jogadores. Alguns roguelikes concedem vestígios das antigas partidas nos jogos seguintes, exibindo fantasma ou lápide do personagem. Alguns jogos, como NetHack, usam o personagem antigo como inimigo que aparece dentro da masmorra.

- Roguelikes tradicionais implementam o permanent death. Uma vez que o personagem morre, o jogador é obrigado a recomeçar o jogo. Recurso de "salvar o jogo" só oferece a suspensão da partida, não sendo ilimitadamente recuperável; o jogo salvo é excluído após a retomada ou morte do personagem. Os jogadores podem contornar essa característica fazendo backup dos dados guardados (ato chamado de "save scumming"), o que é considerado cheat.

## Rogue-lite (ou roguelike-likes) e procedural death labyrinths
Com os computadores e consoles de videogame capazes de renderizar gráficos mais avançados, vários outros jogos foram criados que são vagamente baseados no estilo roguelike, divergindo em uma ou mais características. Muitos desses jogos usam o conceito de mapa gerado processualmente e morte permanente, enquanto não são se baseiam em mapa com ladrilho e baseado em turnos. As vezes, usam outro gênero, como jogo de ação ou jogo de plataforma. Desse modo, o termo "roguelike" tem sido usado para descrever os jogos que possuem uma ou mais das características do Berlin Interpretaion, mas não necessariamente todas. O termo "roguelike-like" ou "rogue-lite" tem sido usado para distinguir esses jogos que possuem alguns, mas não todos, os recursos da Berlin Interpretation, desde aqueles que atendam exatamente a definição roguelike. O termo "procedural death labyrinth" também tem sido aplicada a esses jogos, por fornecer a noção de morte permanente e geração de nível aleatório, mas falta as outras características normalmente associada aos jogos roguelike.